# 帕纳耶夫斯克
帕纳耶夫斯克（俄语：Пана́евск）是俄罗斯亚马尔-涅涅茨自治区内亚马尔区一村庄，地处亚马尔半岛最南端。
2002年人口普查数据显示，该村人口共1951，其中涅涅茨人占78%，其他民族占22%。2017年人口2433。